# Pullman

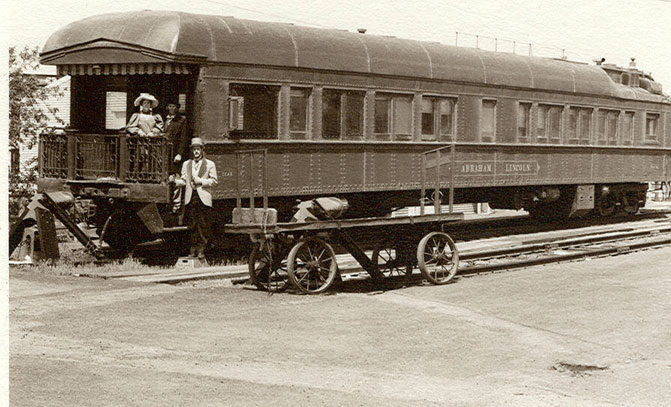
Pullmanův vůz pro Abrahama Lincolna

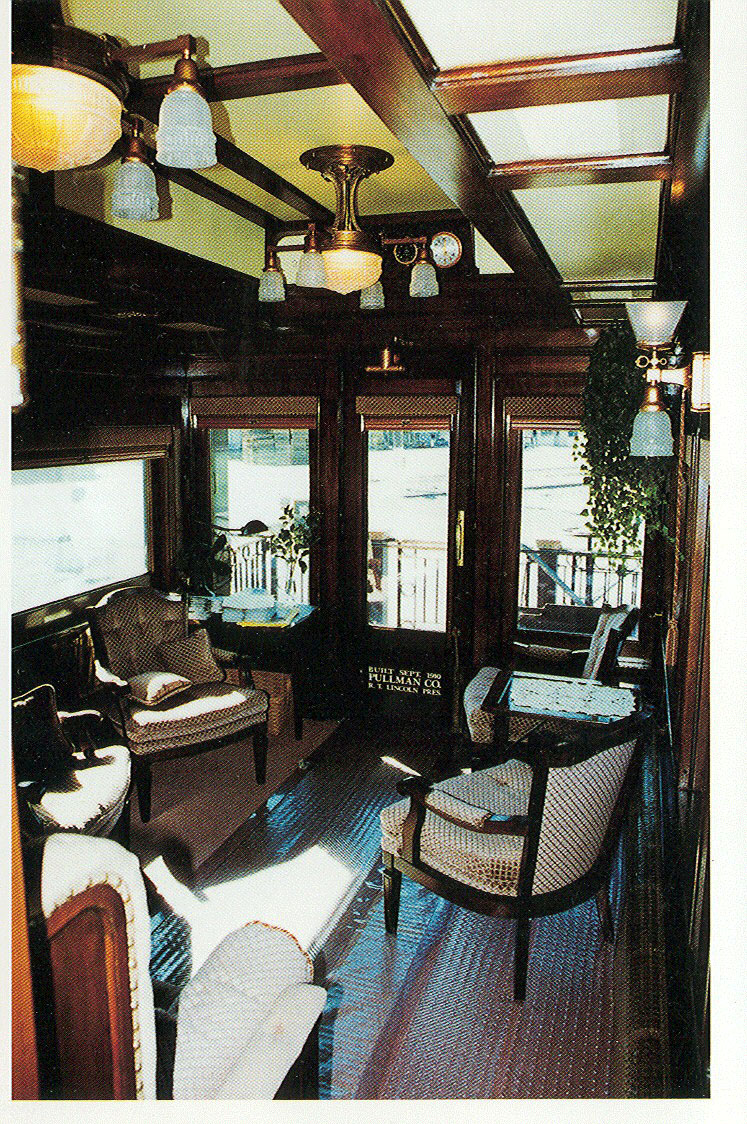
Vyhlídkový oddíl Pullmanova vozu

Pullmanův vůz je označení pro luxusní lůžkové vozy provozované na železnicích USA.
Na návrh jejich konstrukce přišel v roce 1855 chicagský tesař George Mortimer Pullman během noční jízdy v tehdejším nepohodlném a nevytopeném vagónu soupravy jedoucí z New Yorku do Chicaga. Zjistil, že když pozmění uspořádání lavic vagónu tak, aby si na nich mohli cestující alespoň lehnout, byly by noční jízdy pro cestující mnohem příjemnější. Nápad uskutečnil o 4 roky později (1859) na železnici v Illinois, ale s kouřícími kamny, umyvadly s vodou v konvích a osvětlení svíčkami žádnou revoluci neodstartoval. Během občanské války v Americe vydělal Pullman dostatek peněz na uskutečnění svých plánů. Vyrobil nejtěžší, největší a nejkrásnější vagon na světě - Pioneer. Byl obložen dubovým dřevem zvenčí i uvnitř, měl broušená zrcadla a vyhlídkovou plošinu a i po technické stránce byl na nejvyšší úrovni. Nabízel obyčejným lidem pohodlí, na jaké byli do té doby zvyklí pouze bohatí lidé. Vozy byly nasazeny na transkontinentální železnici.